# Cédrick Fiston
Cédrick Fiston (ur. 12 kwietnia 1981 w Capesterre) – gwadelupski piłkarz występujący na pozycji napastnika. Zawodnik klubu AJSS Saintes.

## Kariera klubowa
Fiston karierę rozpoczynał w 1999 roku w rezerwach francuskiego zespołu Paris Saint-Germain. Spędził w nich dwa lata, a następnie grał w rezerwach Girondins Bordeaux. W 2003 roku przeszedł do portugalskiej drużyny Académica Coimbra. Występował tam przez rok, a potem odszedł do gwadelupskiego klubu Juventus Pointe-à-Pitre. Po dwóch latach spędzonych w tym klubie, w 2006 roku przeniósł się do zespołu AJSS Saintes.

## Kariera reprezentacyjna
W reprezentacji Gwadelupy Fiston zadebiutował w 2007 roku. W tym samym roku został powołany do kadry na Złoty Puchar CONCACAF. Zagrał na nim w meczach z Haiti (1:1, gol), Kanadą (2:1), Kostaryką (0:1), Hondurasem (2:1) i Meksykiem (0:1), a Gwadelupa zakończyła turniej na półfinale.